# Левкади (планина)
Левкади или Хотур (на гръцки: Λευκάδι, Χουτούρι) е планина в Населица, Гърция.

## Описание
Левкади е дълго и тясно било, разположена в западната част на Кожанско. Това е един от хълмистите краища на голямата верига Горуша, част от Северен Пинд. Намир се между река Лимбини (Макрирема, 650 m) на юг-югоизток и Беливод (Велас, 650 m) на запад-северозапад северно над селищата Левкади (Виняни, 860 m) и Левкотеа (Хотур, 800 m). Новото ѝ име е по името на село Левкади, а старото – по старото име на Левкотеа.
Скалите ѝ са конгломерати и пясъчници.
| Име            | Име               | Височина | Местоположение                                   |
| -------------- | ----------------- | -------- | ------------------------------------------------ |
| Левкади, Хотур | Λευκάδι, Χουτούρι | 893 m    | СЗ над Левкади (Виняни) и И над Левкотеа (Хотур) |